# Jardin botanique national de Lettonie
Le Jardin botanique national de Lettonie (letton : Nacionālais botāniskais dārzs) est un établissement national letton de recherches comportant un jardin botanique, un arboretum et un conservatoire (serre chauffée) situé à Salaspils, à 18km de Riga en Lettonie.
Il abrite l'une des plus importantes collections botaniques d'Europe du Nord et la plus importante collection botanique des Pays baltes, avec 14 000 taxons sur 129 hectares.
En termes de superficie, il s'agit du plus grand et du plus important jardin botanique de Lettonie et du deuxième des Pays Baltes derrière celui de Vilnius en Lituanie mais devant celui de Tallinn en Estonie.
Son code d'identification internationale est RIGA.

## Histoire

### Une pépinière privée
En 1836, un entrepreneur germano-balte, Сhristian Wilhelm Schoch, ouvrit un magasin de semences ainsi qu'une pépinière à Riga. Face au développement de son entreprise, il transféra cette pépinière en 1898 à Salaspils, au sud-est de ce qui était la capitale de Gouvernement de Livonie, alors partie de l'Empire de Russie.
Schoch importait ses plans d'Europe de l'Ouest, notamment du Royaume de Prusse et du pépiniériste berlinois Louis Späth.
Jusqu'en 1918, l'entreprise, dirigée depuis 1888 par Wilhelm Beer, commercialisa des milliers d'arbres fruitiers et d'arbres ornementaux dans les gouvernements de Livonie, Courlande, Estland, Kowno, Vilna et, plus généralement, dans l'ensemble de la partie européenne de l'Empire russe.
Avec l'avènement de la Première République de Lettonie, l'entreprise, qui possédait alors la pépinière la plus grande et la plus diverse des Pays baltes, est rachetée en 1919 par Pēteris Balodis.

### Occupation soviétique et nationalisation
La Seconde Guerre mondiale et l'occupation soviétique de la Lettonie portent un coup fatal à la société. En 1944, la pépinière est nationalisée pour devenir la Pépinière expérimentale d’État des arbres fruitiers et des arbustes à baies (letton : Valsts Augļu koku un ogulāju izmēģinājumu audzētavu) avant de devenir, en 1947, la Station horticole expérimentale (letton : Dārzkopības izmēģinājumu staciju) de la République socialiste soviétique de Lettonie,.

### Jardin botanique de l'Académie des Sciences de la RSS de Lettonie
Avec la création de l'Académie des sciences de Lettonie en 1956, la station devient le jardin botanique de cette dernière, de manière identique à ce qu'il se produit au même moment dans d'autres Républiques socialistes soviétiques, notamment baltes (Jardin botanique de Kaunas en RSS de Lituanie par exemple).
Les professeurs P. Galenieks, A. Kalniņš, J. Sudrabs ainsi que l'académicien Alfrēds Ozols concourent à la fondation de cette institution dont le premier directeur est Artūrs Mauriņš. Le Jardin botanique de l'Académie des Sciences voit officiellement le jour le 1er septembre 1956 à Salaspils. Celui-ci dispose alors d'une collection importante de plantes (2 000 taxons) héritée du temps de la pépinière et des débuts de l'occupation soviétique. Le parc occupe alors 198 hectares contre 129 aujourd'hui.
En 1968, le Jardin botanique se voit conférer le statut d'Institut de recherches scientifiques.

### Recouvrement de l'indépendance lettone et création du Jardin botanique national
Le retour à l'indépendance de la République de Lettonie en 1990 pousse le pays à vouloir se doter d'un jardin botanique d'ampleur nationale.
En 1992, le jardin botanique de Salaspils est officiellement détaché de l'Académie des sciences de Lettonie pour devenir le Jardin botanique national de Lettonie, un établissement de recherches et d'éducation national. La loi qui procède à sa création en fait une institution d'importance nationale en matière d'éducation, de culture, d'innovation et de sciences.

## Collection[13]
Le Jardin botanique national de Lettonie abrite 14 000 taxons (variétés) de plantes,.
Sans se détourner de la culture, de l'étude, de l'acclimatation, de la conservation et de la recherche horticole sur des espèces exotiques, l'établissement met l'accent sur des espèces indigènes de Lettonie.

### Arbres et arbustes
L'institution regroupe 5000 taxons de plantes ligneuses (arbres, arbustes) répartis entre un arboretum et une serre.

#### Vieux parc
Le Jardin botanique comporte un vieux parc, fondé en 1932, regroupant des arbres plantées pendant la Première République de Lettonie, notamment un érable de Norvège 'Schwedleri', un tilleul de Crimée, un tilleul à grandes feuilles var. laciniata, un févier d'Amérique, un tulipier de Virginie ou des arbres présents en Lettonie comme une variété aux feuilles violettes du chêne commun.
Cette partie du jardin regroupe également 48 cultivars d'hostas.

#### Chênes
Sur les 250 espèces de chênes recensées dans le monde, 30 sont visibles à l'arboretum.
Elles sont originaires d'Europe et d'Amérique du Nord.

#### Trembles et peupliers
L'arboretum du Jardin botanique national de Lettonie abrite 70 espèces et hybrides de trembles et peupliers répartis en 90 cultivars.
Ces arbres appartiennent au même genre : Populus.

#### Hamamélis

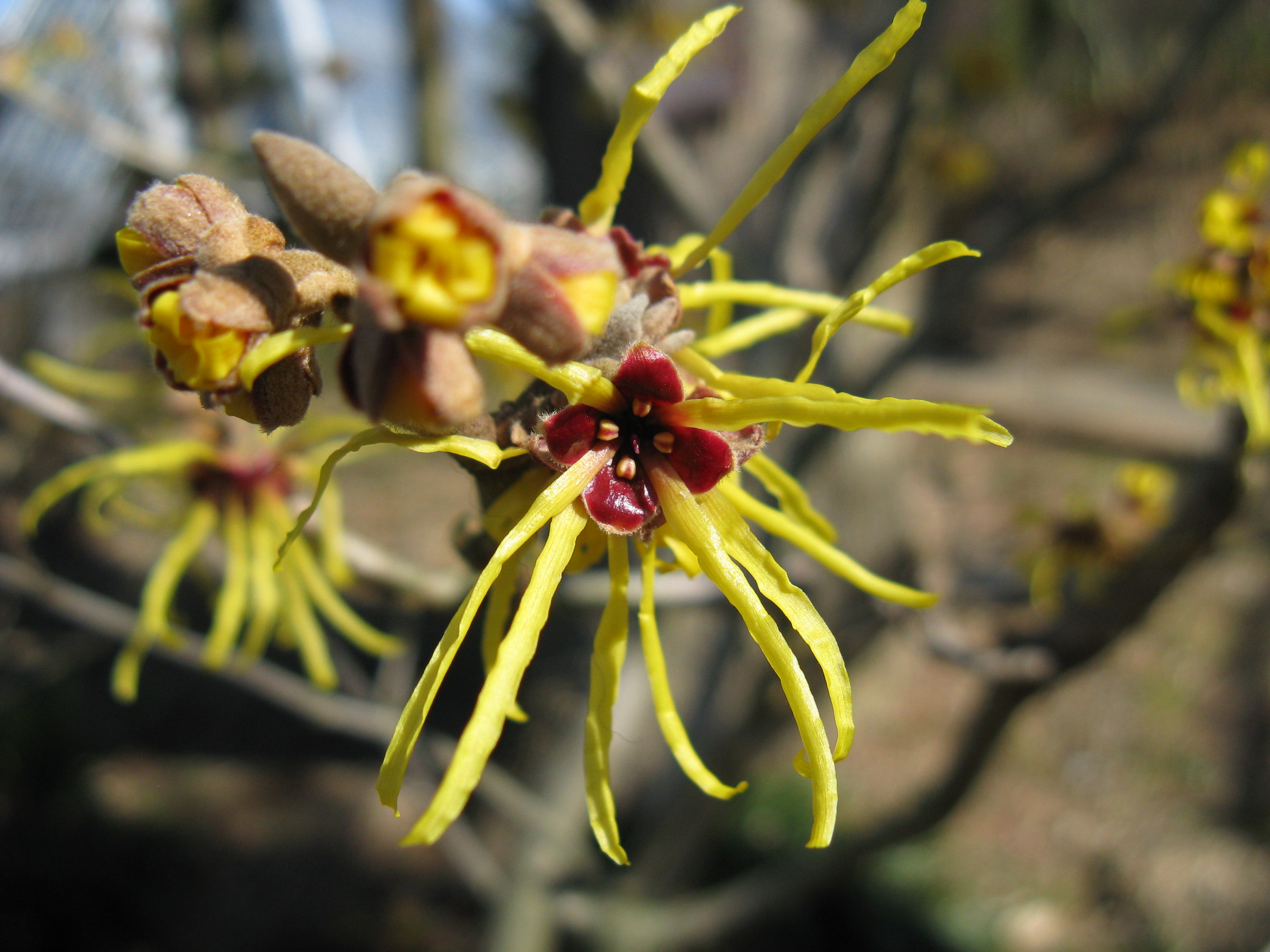
Un hamamélis du Japon

Le jardin comporte également 4 espèces d'hamamélis lesquels sont originaires du Japon, de Chine et d'Amérique du Nord.
Par ailleurs, plusieurs hybrides ou cultivars ornementaux sont cultivés ou développés à Salaspils.

#### Hêtres et frênes
Il est possible d'observer dans le parc :
- 3 espèces de hêtres dont 10 cultivars ;
- 20 espèces de frênes dont 5 cultivars[17].

#### Érables
La collection du Jardin Botanique comporte 73 variétés d'érables et 32 cultivars.
Ils sont originaires d'Europe, d'Extrême-Orient et d'Amérique du Nord.

#### Marronniers
On retrouve plusieurs spécimens de Aesculus hippocastanum dans le parc. Cet arbre (marronnier d'Inde) est bien acclimaté en Lettonie et se retrouve notamment en alignement en ville, notamment à Riga. Il fut importé de Dantzig sous Pierre Ier le Grand et pousse depuis dans cette partie de la Baltique.
On dénombre par ailleurs une vingtaine d'autres espèces d'Aesculus à Salaspils, originaires pour certaines d'Extrême-Orient ou d'Amérique du Nord.

#### Euonymus
Parmi les quelque 200 espèces d'Euonymus recensées dans le monde, 25 espèces, sous-espèces et variétés sont présentes à Salaspils.
Le Fusain d'Europe est indigène dans l'ouest de la Lettonie et l'Euonymus verrucosus pousse, lui, dans l'est du pays.

#### Conifères
Le parc dispose de 900 variétés de conifères dont 600 formes et cultivars ornementaux, soit l'une des plus importantes collections d'Europe de conifères bas.
Parmi eux, on dénombre de très multiples variétés de genévriers.

#### Bétulacées
Le jardin regroupe près de 70 espèces de bétulacées dont :
- 60 espèces de bouleaux (soit la moitié des espèces connues dans le monde) et 10 cultivars ;
- 9 espèces et 4 cultivars de charmes[17].

#### Une importante collection d'aubépines, sorbiers et spirées
L'une des plus importantes collections européennes de ces arbustes, qui sont plutôt bien adaptés au climat letton, est présente à Salaspils.

### Fleurs

#### Hydrangées

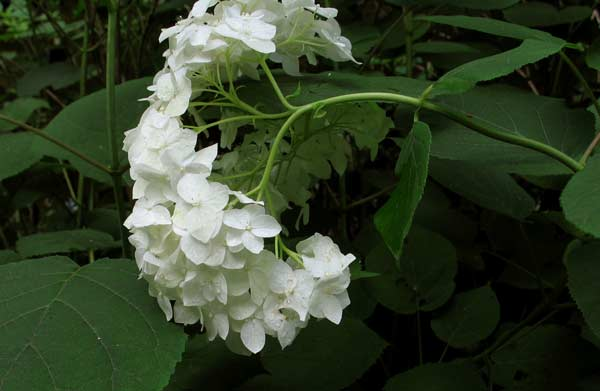
Une hydrangea arborescens.

10 espèces et 27 cultivars d'Hydrangeaceae sont présentes à Salaspils.
Elles proviennent du monde entier : Asie, Amérique ou Europe.

#### Plantes vivaces
Des plantes vivaces sont présentes en divers endroits du jardin, notamment :
- des iris ;
- des astilbes (20 espèces, 125 cultivars) ;
- des hostas ;
- des lys ;
- des hémérocalles (la collection comporte plus de 120 cultivars) ;
- des pivoines ;
- des phlox[17].

#### Roseraie et rhododendrons
Bien que la plupart des rosiers ne supportent pas le climat Lettonie, le parc possède une roseraie dotée de 300 cultivars.
80 espèces et 120 cultivars de rhododendrons agrémentent encore celui-ci.

### Conservatoire (serre chauffée)

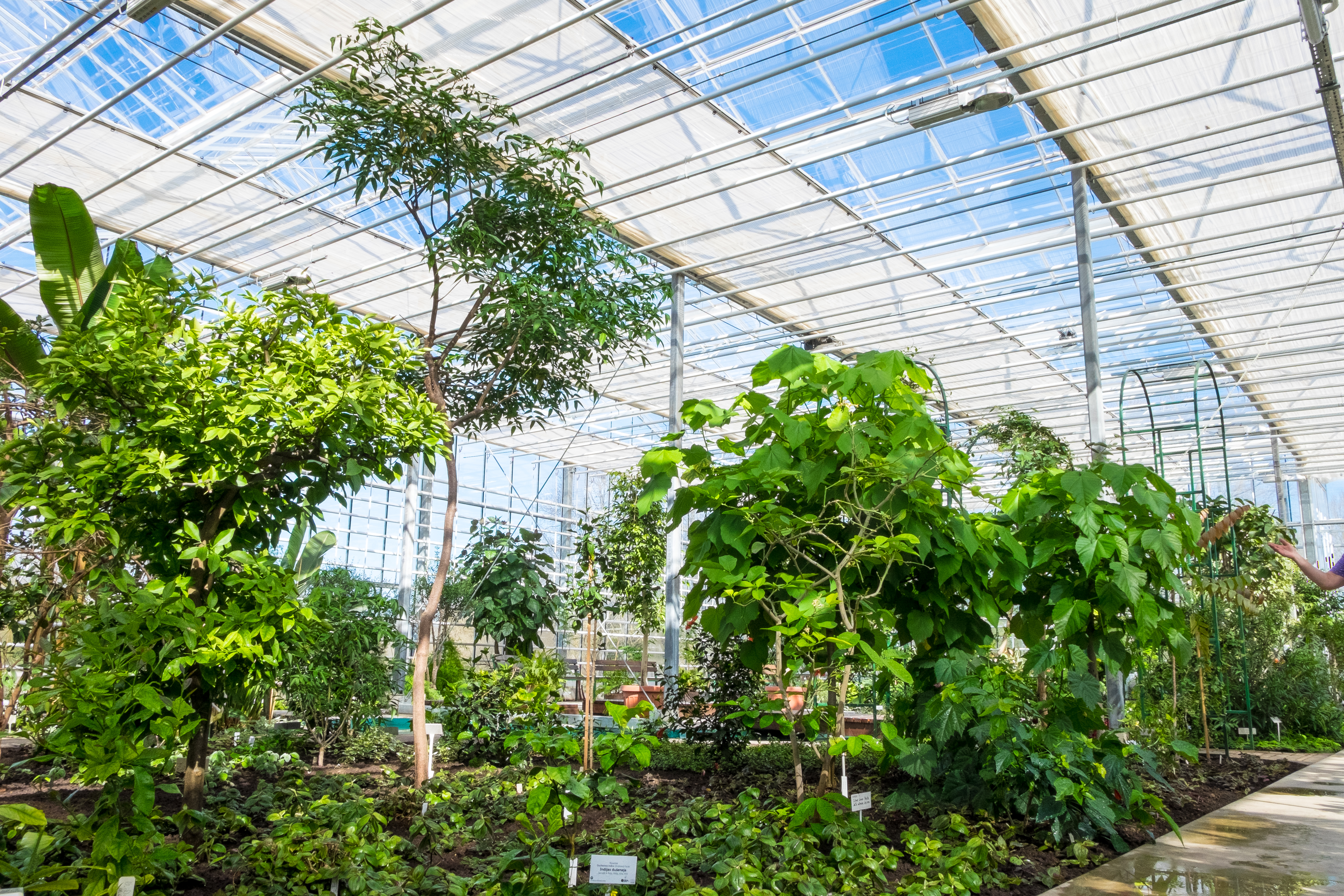
La salle subtropicale chaude du conservatoire du Jardin Botanique National de Lettonie

Le Jardin botanique national de Lettonie a démarré sa collection sous serre dès 1956 à la faveur d'échanges internationaux de graines et de boutures avec d'autres jardins botaniques.
Il compte à l'heure actuelle plus de 2000 taxons originaires de tous les continents à l'exception de l'Antarctique.
Le nouveau conservatoire a ouvert au public le 25 avril 2015 et se compose de quatre parties :
- la salle des succulentes ;
- la salle subtropicale chaude ;
- la salle subtropicale fraiche ;
- la salle tropicale[17].

#### Plantes succulentes
La collection de succulentes du conservatoire est particulièrement riche et variée sous ces latitudes.
Elle comporte :
- 30 taxons d'Aloès ;
- 30 taxons d'Agave ;
- 20 espèces de Gasteria ;
- 20 taxons de Peperomia ;
- 15 taxons de Kalanchoe ;
- 13 espèces d'Euphorbes;
- 110 espèces de Crassulaceae ;
- 17 espèces d'Aizoaceae ;
- 600 taxons de Cactaceae[19] ;
- Plusieurs Sansevieria, et des lianes succulentes[17].

#### Orangerie
Le conservatoire dispose d'une orangerie qui comporte des arbres fruitiers dont de nombreux agrumes, des bananiers mais aussi des goyaviers, des Psidium et des Eriobotrya,.

#### Salles fermées au public
Depuis l'ouverture du nouveau conservatoire, les visiteurs peuvent observer 9 salles auxquelles ils ne peuvent toutefois pas accéder, étant réservées au travail scientifique, horticole ou opérationnel de l'institution :
- une salle des Pélargonium et Argyranthemum ;
- une salle des Cyclamen ;
- une salle des Gerbera ;
- une salle des Chrysanthemum et Alstroemeria ;
- deux salles consacrées à la multiplication des plantes ligneuses ;
- une salle des plantes à bulbe sauvages ;
- une salle pour la multiplication des plantes de l'orangerie ;
- une salle pour l'assainissement. Celle-ci fait également officie de refuge pour les plantes confisquées en Lettonie pour infraction à la réglementation commerciale des plantes (infraction à la Convention sur le commerce international des espèces de faune et de flore sauvages menacées d'extinction - CITES)[17].

## Directeurs
- 1956—1958: Artūrs Mauriņš
- 1958—1967: Ilmārs Zunde
- 1967—1980: Viktors Ozoliņš
- 1980—1992: Andris Zvirgzds[12]
- 1992—2002: Kārlis Buivids
- 2002—2006: Ģederts Ieviņš
- Depuis 2006: Andrejs Svilāns[20]

## Départements
L'établissement se compose de quatre départements :
- Département d'écophysiologie des plantes[21]
- Département des plantes d'orangerie[22]
- Département de dendroflore[23]
- Département des plantes comestibles, aromatiques et médicinales[24]

## Travaux scientifiques

### Index seminum
Le Jardin botanique national de Lettonie organise chaque année une collecte de graines et publie un Index seminum.
Ce catalogue, publié annuellement, recense les graines de plantes sauvages ou cultivées collectées ou offertes, gratuitement ou en échange, à d'autres institutions similaires. Celles-ci sont plus de 600 et près de 500 jardins botaniques ou arboreta participent activement à ce type d'échange avec le Jardin botanique national chaque année.
Ces procédures sont encadrées par la Convention sur la diversité biologique de Rio de Janeiro (1992).

### Base de données du Jardin Botanique National de Lettonie
Le Jardin botanique national de Lettonie a créé et gère la base de données SmartGardens consacrée aux espèces sauvages et aux cultivars présents dans les jardins botaniques de Lettonie et d'Estonie.
Les informations qu'elle comporte sont fournies en letton, estonien et anglais.
Sur chaque plante, les données retenues sont :
- le nom de la plante en letton, estonien, anglais et latin (scientifique) et, éventuellement, des synonymes (noms vernaculaires) ;
- appartenance systématique de la plante ;
- les occurrences de l'espace dans la nature / l'origine du cultivar, morphologie, écologie, utilisation ;
- des informations concernant le biotope, la zone paysagère, l'habitat, le statut de protection ainsi que les jardins botaniques où elle est disponible ;
- des images des traits caractéristiques de la plante.

3 000 plantes ont été entrées dans la base de données, laquelle fait l'objet d'une Coopération transfrontalière entre la Lettonie et l'Estonie financée par l'Union européenne.